# Bolt Start Up Development
Bolt Start Up Development je podnikatelský akcelerátor založený 1. 11. 2015 jako 100% dceřiná společnost a člen koncernu O2 Czech Republic a.s.
 Na rozdíl od jiných startup akcelerátorů nenabízí kanceláře a mentoring, ale své technologické zázemí, síť koncových prodejen a 7 milionů zákazníků.

## Sponzorované startupy
Seznam sponzorovaných startupů:
- CROSS (Cross Network Intelligence)- moderní řešení na dokumentaci a správu telekomunikačních a inženýrských sítí[5]
- Dateio - propojuje platební karty a nabídky obchodníků[6]
- IP Fabric - platforma na komplexní správu globálních IP sítí
- Misterine - virtuální a rozšířená realita zaměřená na průmysl 4.0
- Mluvii - nástroj online komunikace mezi firmou a zákazníky
- Pygmalios - podrobné analýzy pohybu a spotřebního chování zákazníků v maloobchodě
- Tapito - mobilní aplikace na čtení novin[7]
- Taxify (do prosince 2017) - mobilní aplikace na objednávku taxi s mnoha funkcemi[8][9]

## Startupové zhodnocení
V prosinci 2017 Bolt prodal svůj podíl v estonské firmě Taxify za víc než 70 milionů Kč, je to 9násobné zhodnocení původní investice 8 milionů Kč.Akcelerátor Bolt pomohl firmě v rané fázi pro její rozvoj v Česku a na Slovensku.